# Nehoda českých umělců v Mongolsku
Nehoda českých umělců v Mongolsku se stala v odpoledních hodinách 21. srpna 1968 na úzké silnici vedoucí k pomníku padlých sovětských vojáků na vrcholu Zaisan v Ulánbátaru. Autobusu vezoucí československé umělce nefungovaly brzdy, a tak brzdil přeřazením na první rychlostní stupeň. Ještě ve městě si toho všiml Jiří Jelínek a tak vystoupil s tím, že jde předat na ambasádu droždí. Na úzké silnici se autobus potkal s nákladním automobilem, řidič zazmatkoval a vyřadil druhý rychlostní stupeň, ale už se mu nepodařilo zařadit první. Autobus začal couvat a řidič nepochopitelně odbočil ze srázu. Někteří umělci se postavili, aby zjistili, co se děje. Především právě stojící umělci se následně stali oběťmi nehody. Autobus se několikrát převrátil a zůstal stát na kolech ve vyschlém říčním korytě.
Následkem dopravní nehody zemřelo šest osob, členů orchestru Karla Duby, kapelník Karel Duba, zpěvačky Dana Hobzová a Marie Pokšteflová, bubeník Josef Poslední, saxofonista Jaroslav Štrudl a zpěvák Bohumil Vaněk.
Nehodu přežili Indra Vostrá, František Živný, Jiří Kupšovský, Karel Vágner, Ivo Moravus, Jiří Racek.